# Font del Raget d'en Ramon
L'abans anomenada Font del Raget d'en Ramon es troba al Parc de la Serralada Litoral, la qual ara duu el nom de la Font dels Caçadors perquè aquests s'hi aturaven sovint per esmorzar.

## Entorn i descripció
Segons consta en una petita placa, la va arranjar la Societat de Caçador del Maresme, que hi va fer dues piques de factura senzilla com a abeuradors per a la fauna. La mina que la proveïa (del tipus de vall oberta), encara presenta un cert interès: el portal està en relatiu bon estat i té un arc de nivell a plec de llibre que ja hauria d'haver caigut, ja que el brancal de la dreta està parcialment destruït (probablement en intentar entrar-hi algú a dins). El sostre és de construcció robusta, fet amb pedres de bona mida, però un esfondrament a pocs metres de la boca fa que ara no ragi. El tram inicial de la galeria és net i a terra queden restes de tub de gerrer.

## Accés
És ubicada a Premià de Dalt, al camí que ressegueix el torrent del Bon Jesús. Situats al Mirador de la Cornisa, seguim 350 metres amunt fins a trobar a la dreta l'inici d'aquest camí. Tres petits rocs a terra, uns metres dins del bosc, ens n'indiquen el punt correcte. La font és 350 metres més endavant, a tocar del camí i a l'esquerra. Coordenades: x=444194 y=4596249 z=398.